# June Caprice
Pour les articles homonymes, voir Caprice.

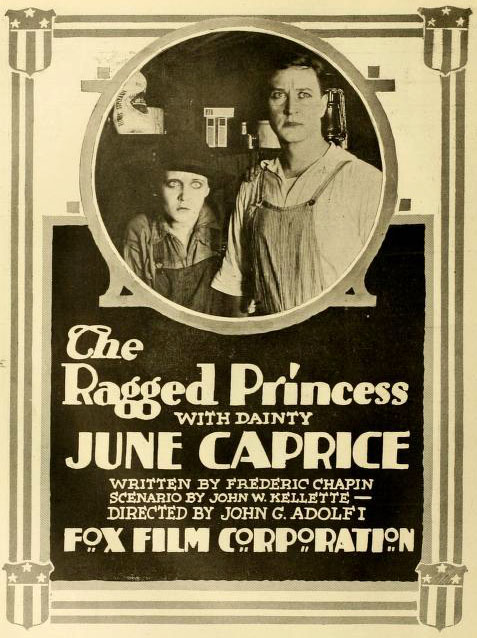
The Ragged Princess (1916).

June Caprice est une actrice américaine née le 19 novembre 1895 à Arlington, Massachusetts (États-Unis), décédée le 9 novembre 1936 à Los Angeles (Californie).

## Biographie
June Caprice était mariée au réalisateur Harry F. Millarde, jusqu'au décès de ce dernier en 1931.

## Filmographie
- 1916 : Caprice of the Mountains de John G. Adolfi : Caprice Talbert
- 1916 : Little Miss Happiness de John G. Adolfi : Lucy White
- 1916 : La Clef des champs (The Ragged Princess) de John G. Adolfi : Alicia Jones
- 1916 : The Mischief Maker de John G. Adolfi : Effie Marchand
- 1917 : La Sauvageonne (A Child of the Wild ) de John G. Adolfi
- 1917 : The Sunshine Maid de Harry F. Millarde
- 1917 : Cendrillonnette (A Modern Cinderella) de John G. Adolfi : Joyce
- 1917 : A Child of the Wild de John G. Adolfi : June Griest
- 1917 : Le Rêve et la Vie (The Small Town Girl) de John G. Adolfi : June
- 1917 : La Ruse et l'Amour (Patsy) de John G. Adolfi  : Patsy Prim
- 1917 : Every Girl's Dream de Harry F. Millarde : Gretchen
- 1917 : Miss U.S.A. de Harry Millarde : June
- 1917 : Sans nom (Unknown 274) de Harry F. Millarde : Dora Belton
- 1918 : Cœur de poète (The Heart of Romance) de Harry Millarde : Eloise Jackson
- 1918 : Le Baiser camouflé (A Camouflage Kiss) de Harry Millarde : Martha Thorne
- 1918 : La Princesse sourire (Blue-Eyed Mary) de Harry Millarde : Mary Du Bois
- 1918 : Miss Innocence de Harry Millarde : Dolores May
- 1919 : Cœurs de vingt ans (Oh Boy!) d'Albert Capellani : Lou Ellen Carter
- 1919 : Le Danseur inconnu (The Love Cheat) de George Archainbaud : Louise Gordon
- 1919 : Mam'zelle milliard (A Damsel in Distress) de George Archainbaud : Maud Marsh
- 1920 : In Walked Mary de George Archainbaud : Mary Ann Hubbard
- 1920 : Rogues and Romance de George B. Seitz : Sylvia Lee
- 1921 : Les Rôdeurs de l'air (The Sky Ranger) de George B. Seitz : June Elliott

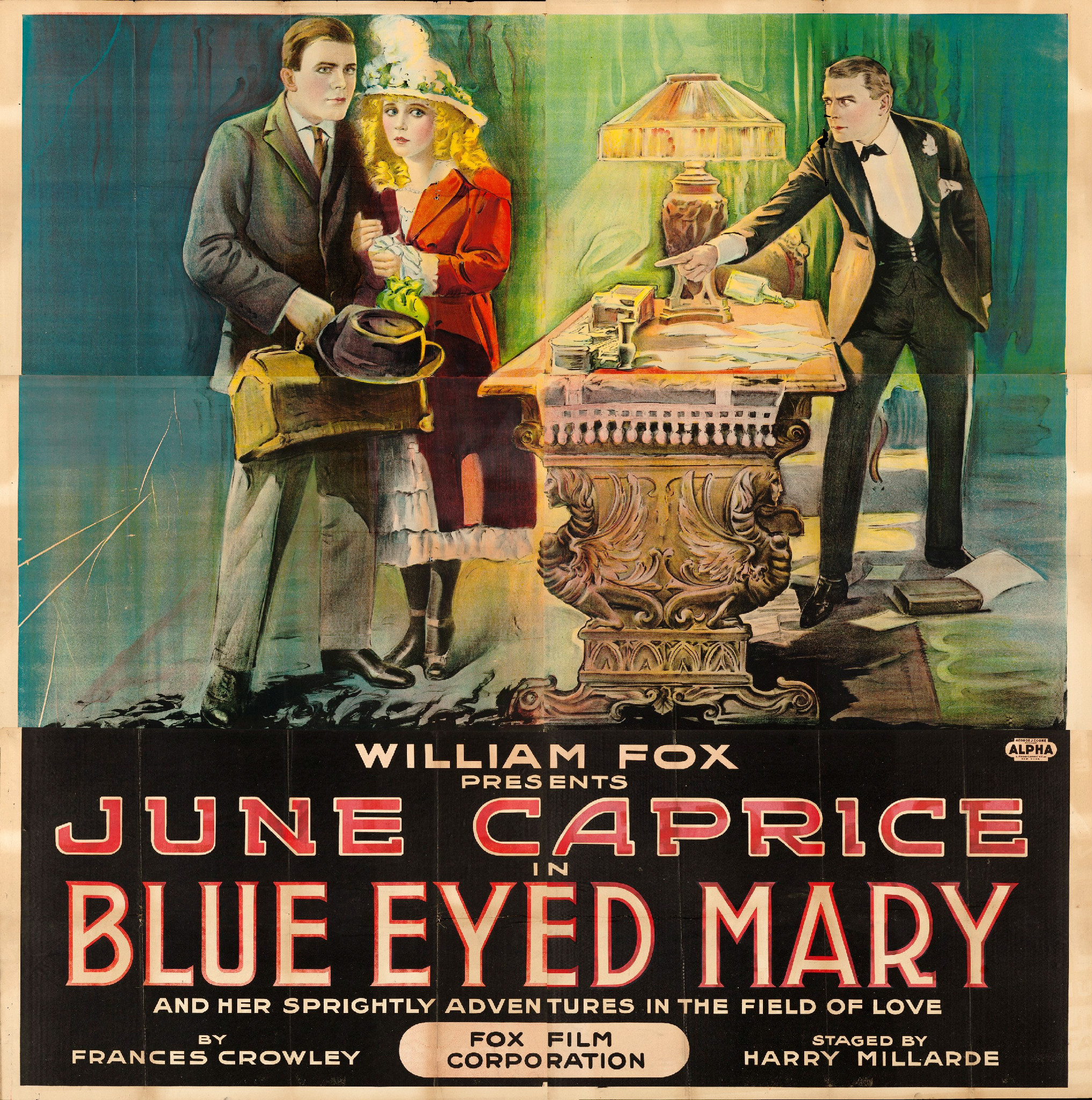
Blue Eyed Mary (1918)
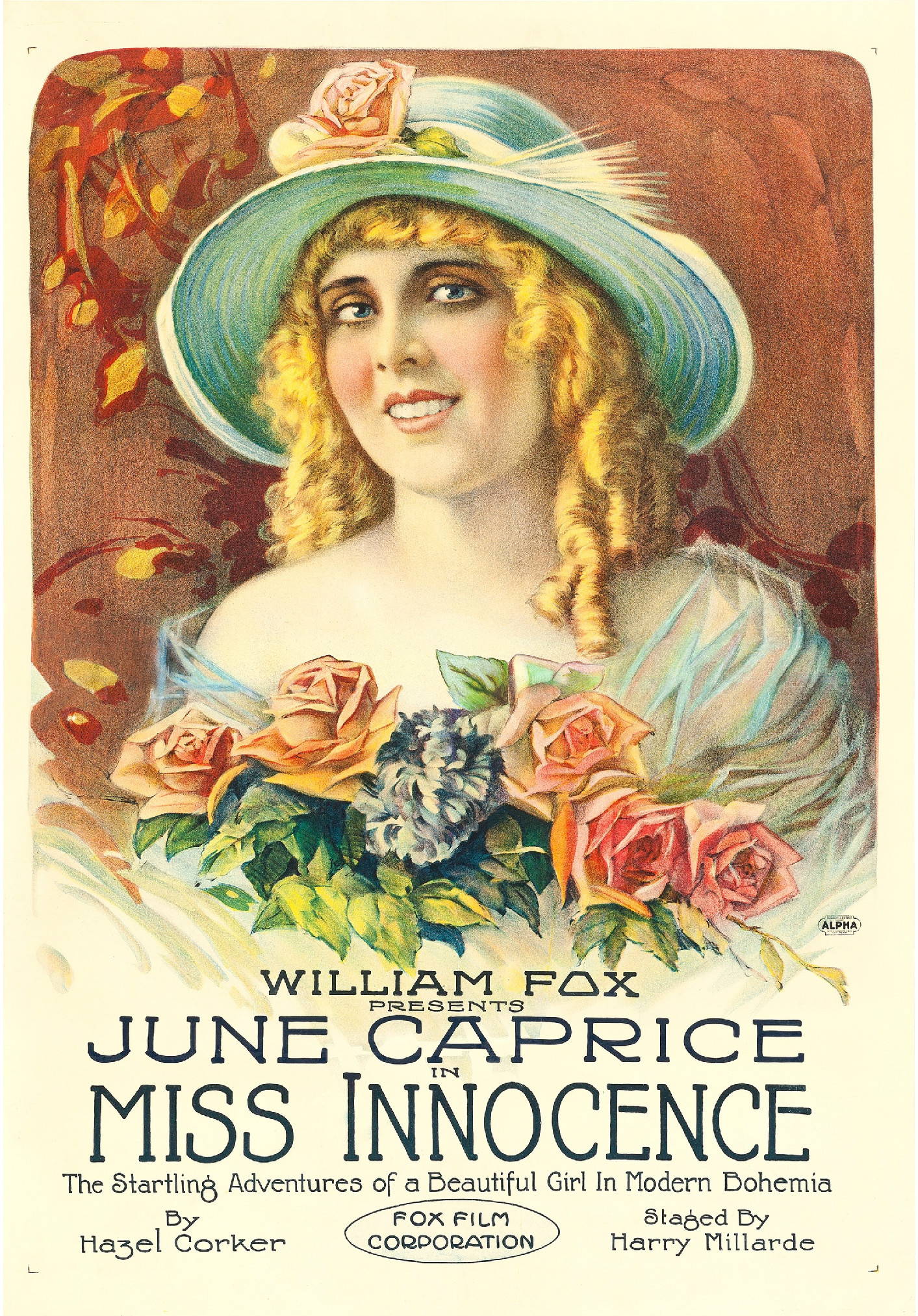
Miss innocenve (1918)
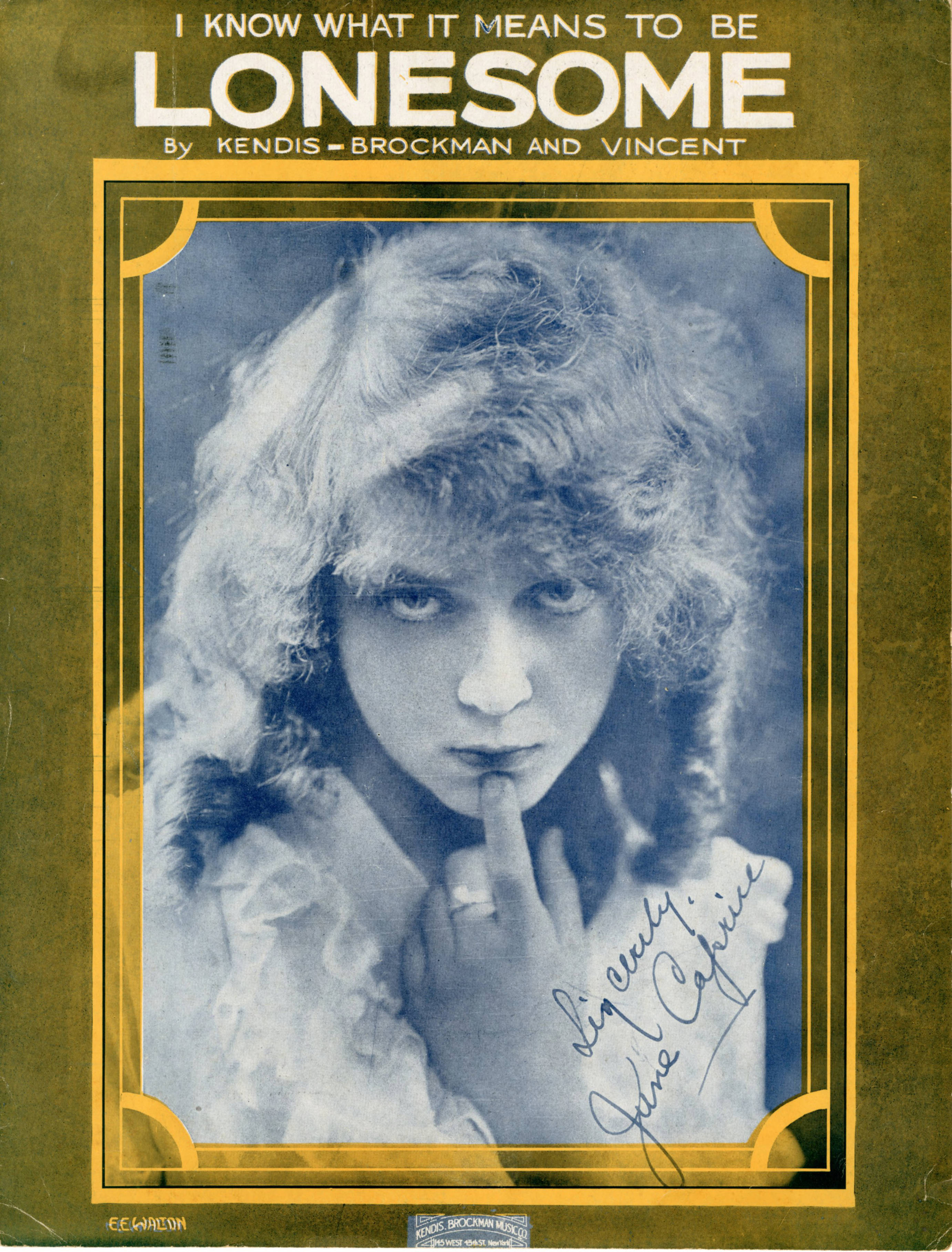
Parition musicale I Know What It Means To Be Lonesome (1918)
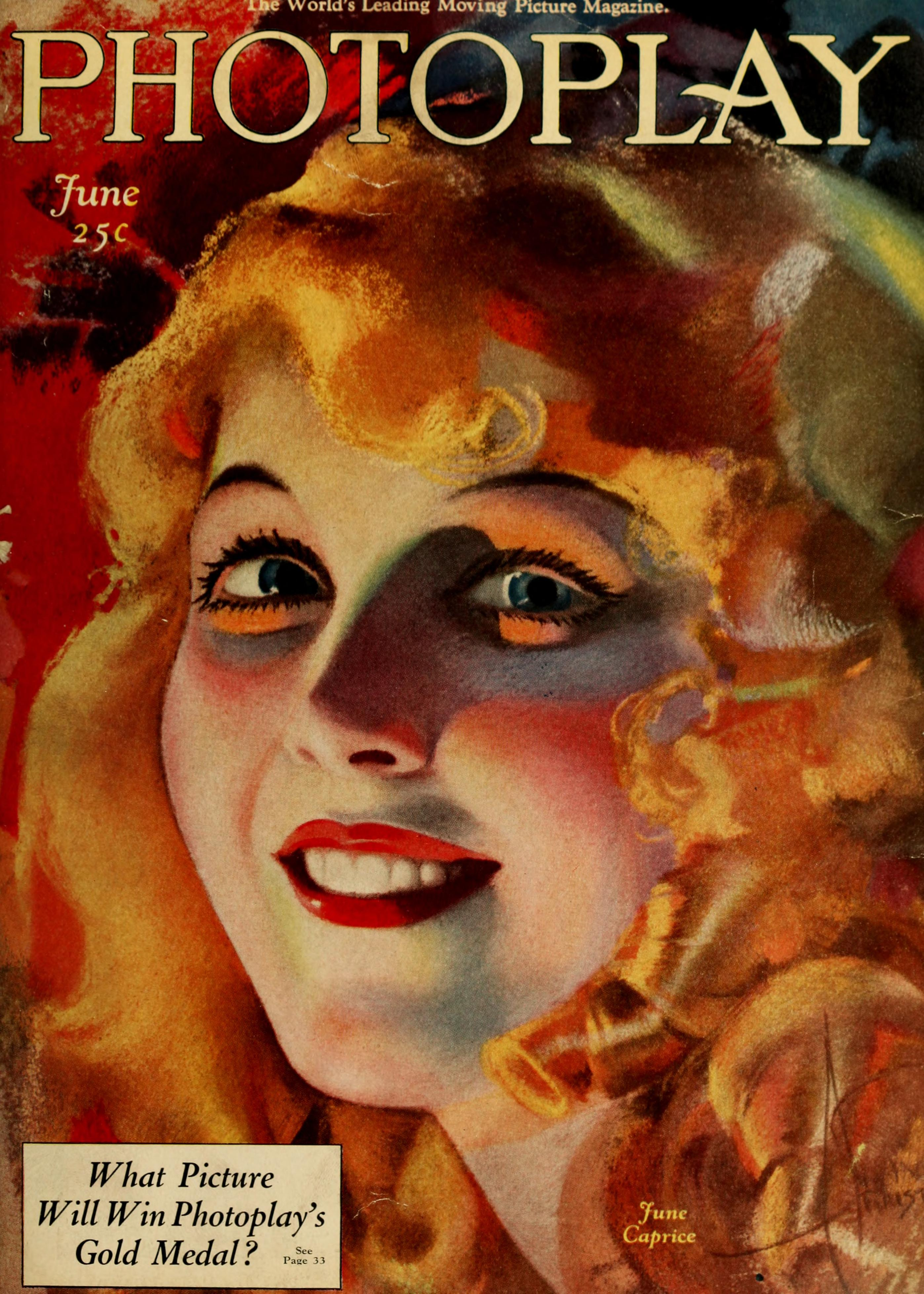
La Une de Photoplay en 1921
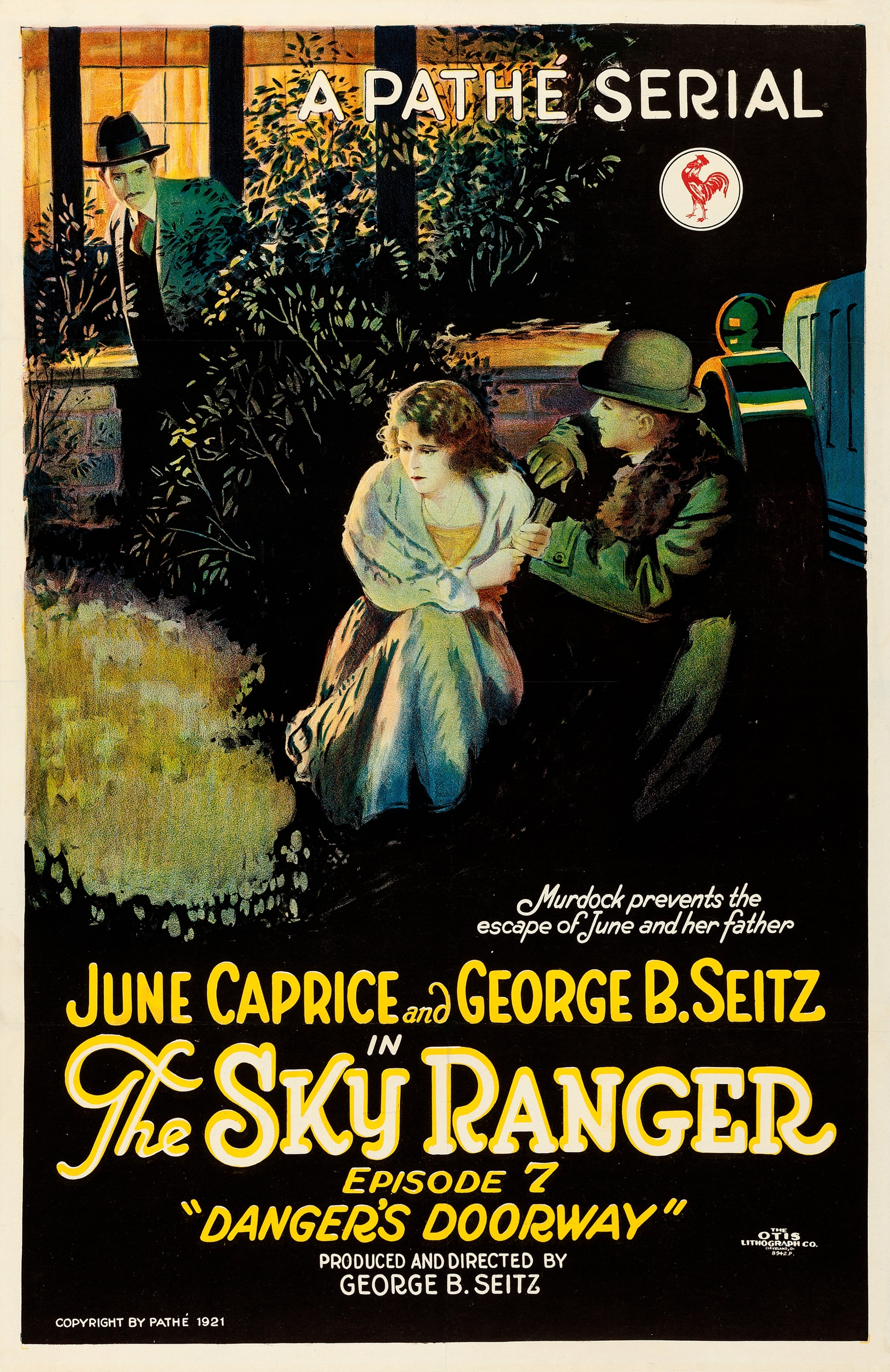
The Sky Ranger (1921)